# Aznar II. Galíndez
Aznar II. Galíndez je bio grof Aragonije između 867. i 893. godine, sin grofa Galinda I. i njegove nepoznate žene.
Bio je oženjen Onekom od Pamplone, kćerju pamplonskog kralja Garcíje Íñigueza, a imao je s njome troje djece: sina Galinda, koji će postati njegov nasljednik Galindo II. Aznárez; kćer Sanču, koja će se udati za Muhameda al-Tawila, valiju Huesce; te sina Garcíju.
Umro je 893., a naslijedio ga je sin Galindo.